# Transports publics genevois

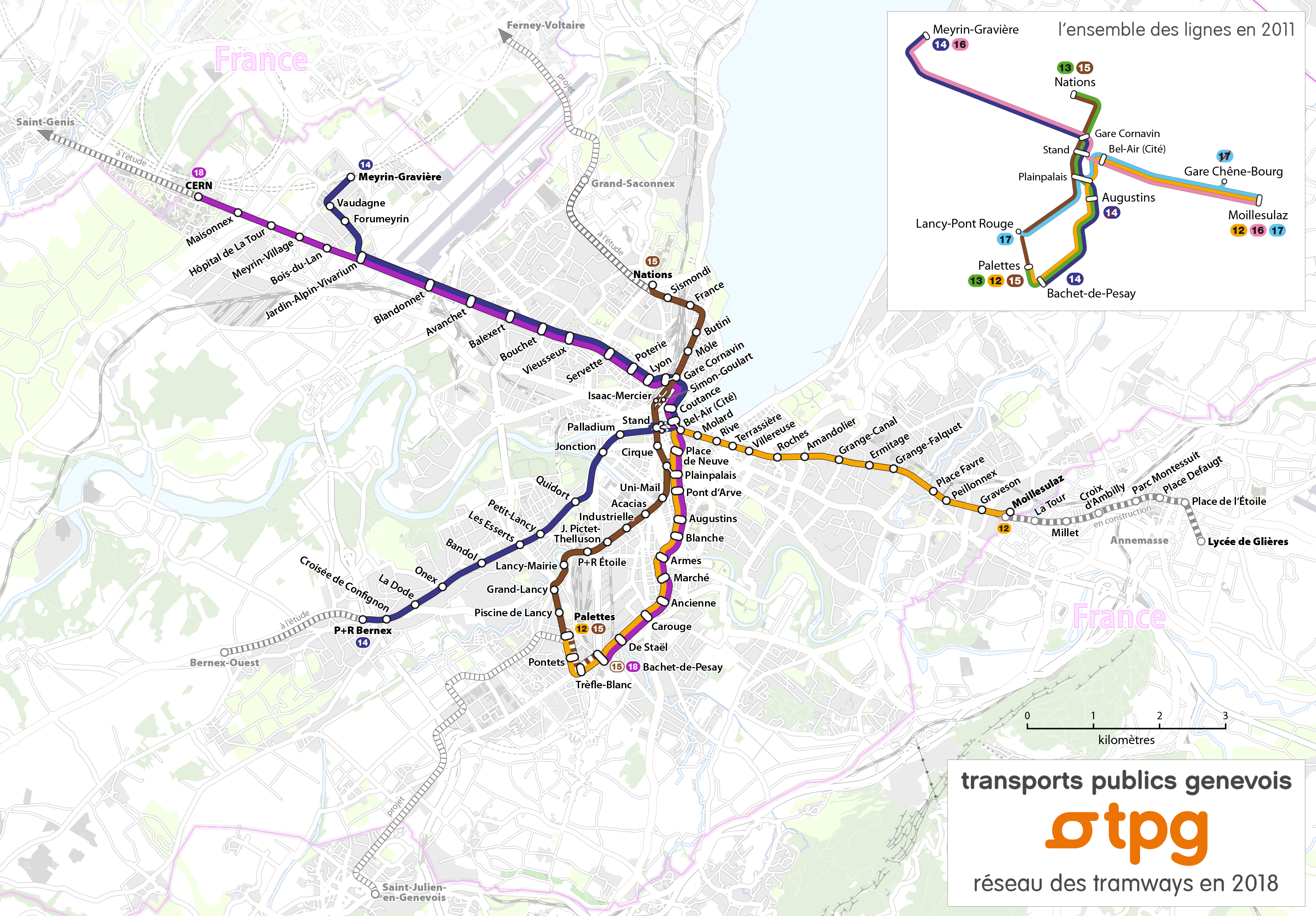

Transports publics genevois, kortweg TPG is het openbaarvervoerbedrijf van het Zwitserse kanton Genève. TPG is verantwoordelijk voor het uitbaten van het grootste gedeelte van het openbaar vervoer van Genève, met name tram-, bus- en trolleybusnetwerken. Ook enkele naburige gemeenten in het kanton Vaud en in de Franse departementen Ain en Haute-Savoie worden door de bussen van TPG bediend.
Naast tram, bus en trolleybus heeft de stad Genève ook een soort watertaxidienst, maar deze wordt door een ander bedrijf, de Mouettes genevoises, verzorgd. TPG, de watertaxi's, plaatselijke treinen van de Zwitserse spoorwegen en lijnen van enkele Franse vervoerbedrijven vallen onder een gezamenlijk tariefsysteem, genaamd Unireso.

## Geschiedenis
TPG is de opvolger van de Compagnie genevoise des tramways électriques die tussen 1900 en 1 januari 1977 de tramdiensten verzekerde.